# Łarysa Wierszałowicz
Łarysa Hieorhijeuna Wierszałowicz (biał. Ларыса Георгіеўна Вершаловіч, ros. Лариса Георгиевна Вершалович, Łarisa Gieorgijewna Wierszałowicz; ur. 1 kwietnia 1956 w Lasku w rejonie korelickim) – białoruska lekarz terapeutka, w latach 2004–2012 deputowana do Izby Reprezentantów Zgromadzenia Narodowego Republiki Białorusi III i IV kadencji.

## Życiorys
Urodziła się 1 kwietnia 1956 roku we wsi Lasek, w rejonie korelickim obwodu baranowickiego Białoruskiej SRR, ZSRR. W 1981 roku ukończyła Miński Państwowy Instytut Medyczny, uzyskując wykształcenie terapeutki. Pracę rozpoczęła w 1973 roku jako robotnica w piekarni chleba we wsi Bielica w rejonie lidzkim. Po ukończeniu studiów pracowała jako terapeutka oddziałowa, kierowniczka wydziału terapeutycznego, kierowniczka Łuninieckiej Polikliniki Rejonowej, zastępczyni głównego lekarza ds. pracy ambulatoryjno-poliklinicznej Łuninieckiego RTMO.
W 2004 roku została deputowaną do Izby Reprezentantów Białorusi III kadencji. Pełniła w niej funkcję członkini Stałej Komisji ds. Katastrofy Czarnobylskiej, Ekologii i Eksploatacji Przyrody. 27 października 2008 roku została deputowaną do Izby Reprezentantów IV kadencji z Łuninieckiego Okręgu Wyborczego Nr 13. Pełniła w niej funkcję zastępczyni przewodniczącego tej samej komisji. Od 13 listopada 2008 roku była członkinią Narodowej Grupy Republiki Białorusi w Unii Międzyparlamentarnej. Jej kadencja w Izbie Reprezentantów zakończyła się 18 października 2012 roku.

## Odznaczenia
- Medal Jubileuszowy „90 Lat Sił Zbrojnych Republiki Białorusi”;
- Gramota Pochwalna Zgromadzenia Narodowego Republiki Białorusi;
- Odznaka „Wybitny Pracownik Ochrony Zdrowia Republiki Białorusi”[1].

## Życie prywatne
Łarysa Wierszałowicz jest mężatką, ma syna.